# 청판
청판(광둥어: 腸粉, 월병: coeng42 fan2) 또는 라창펀(중국어 간체자: 拉肠粉, 정체자: 拉腸粉, 병음: lāchángfĕn)은 중화인민공화국 광둥·홍콩의 딤섬 요리이다.

## 사진 갤러리

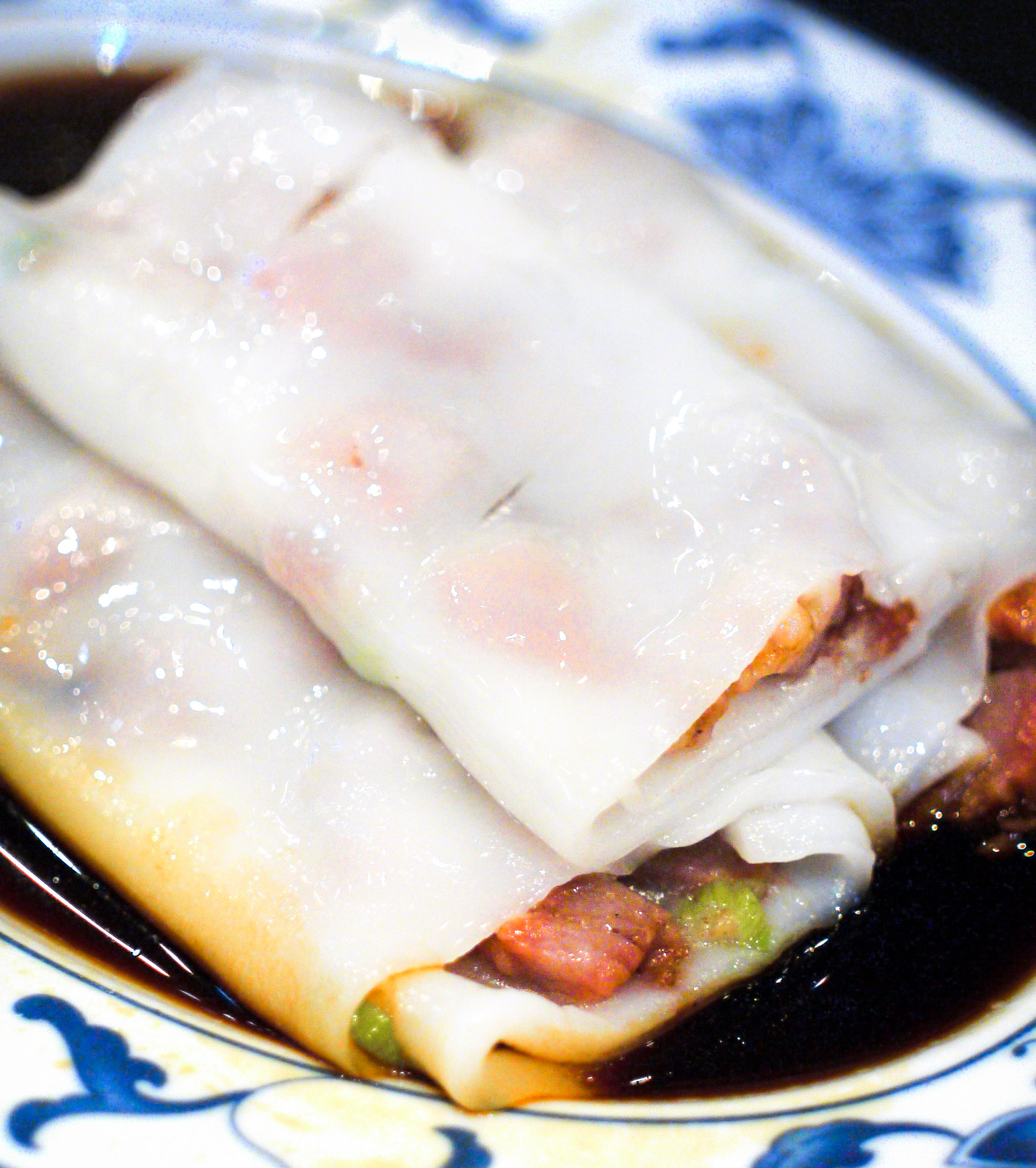
홍콩의 차시우 청판
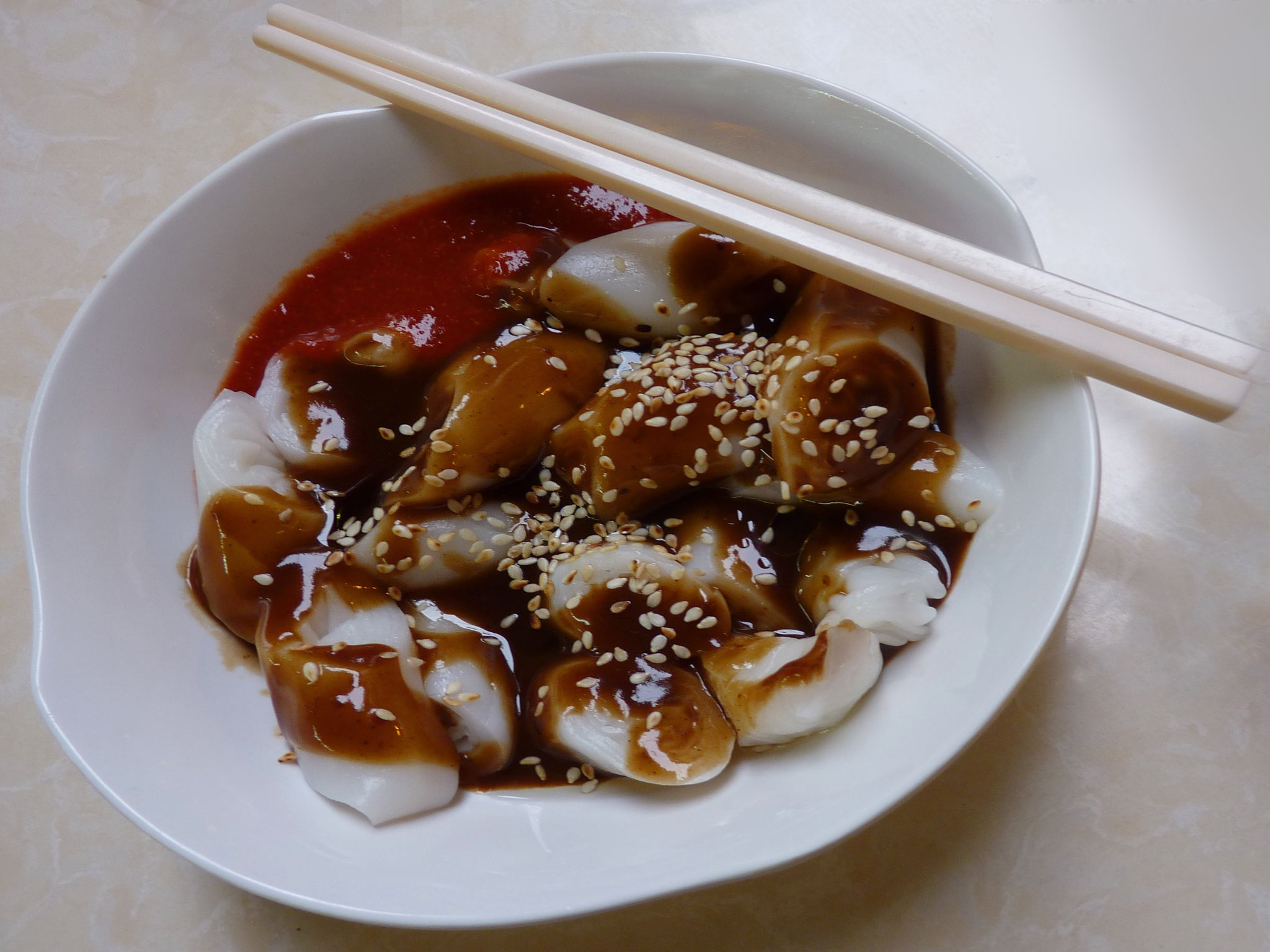
말레이시아의 청판
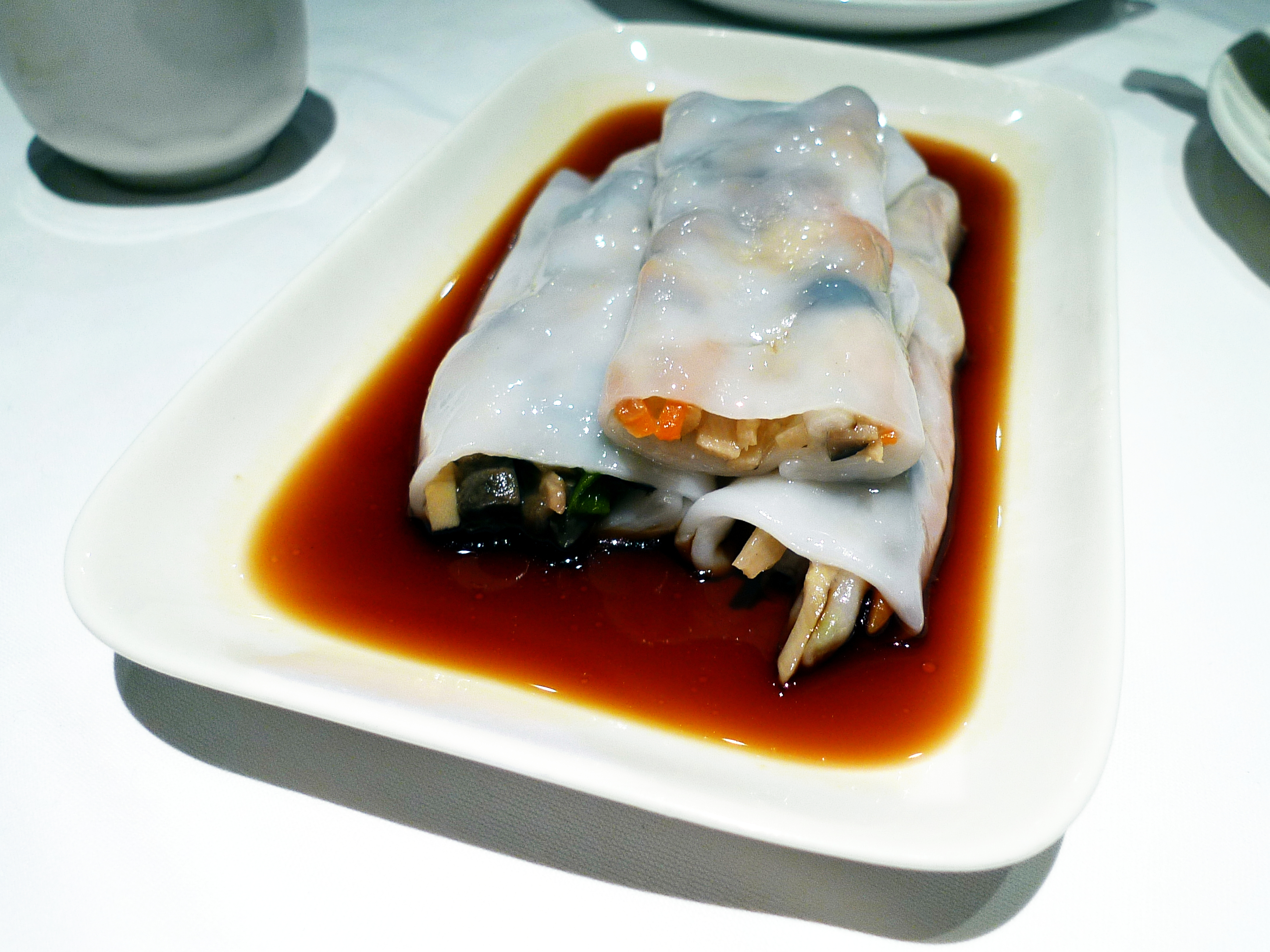
런던 중식당의 채소 청판
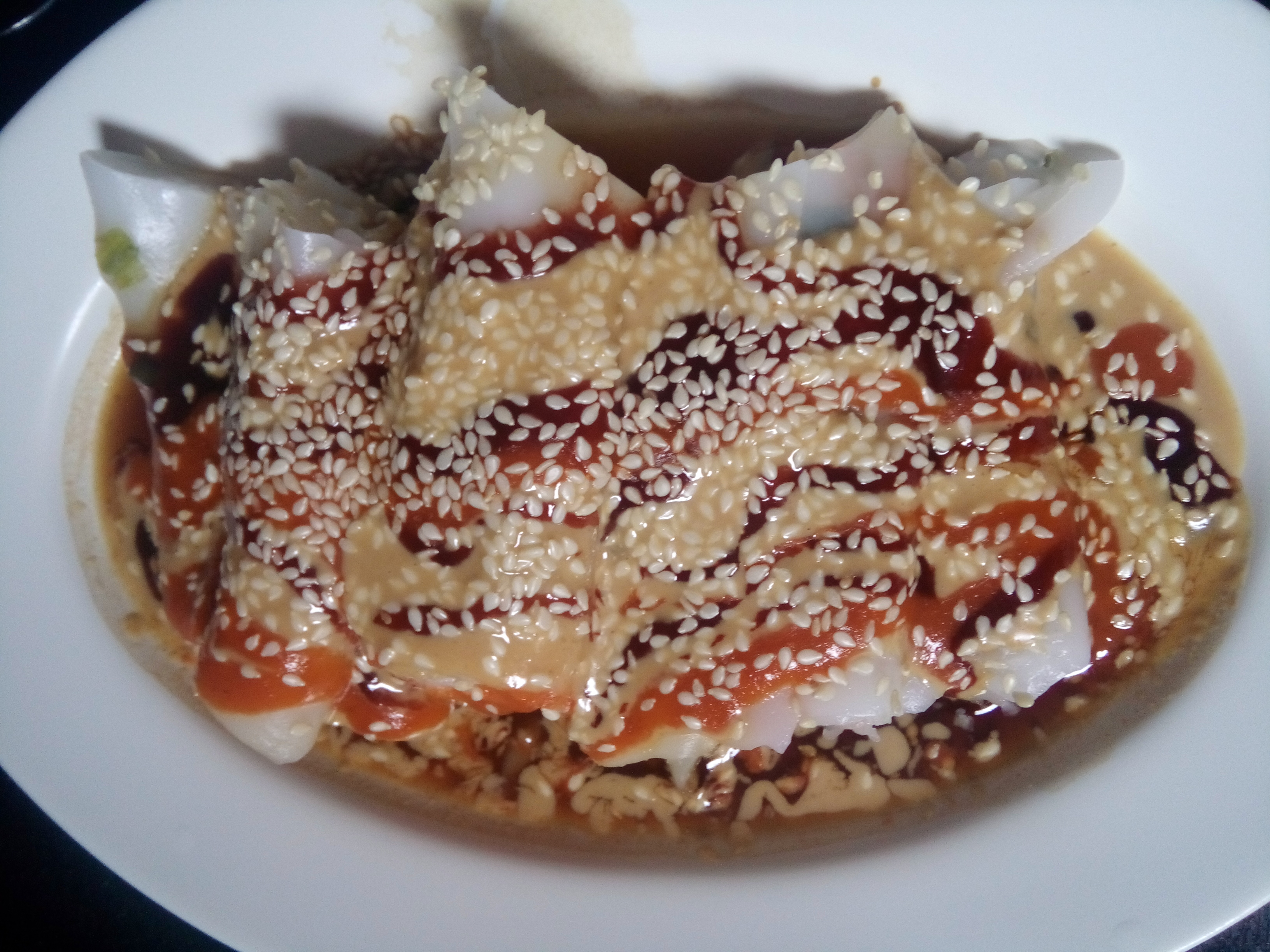
홍콩 대학 아침 학식 청판

## 같이 보기
- 바인 꾸온